# Football Association of Thailand
Football Association of Thailand (taj: สมาคมกีฬาฟุตบอลแห่งประเทศไทย ในพระบรมราชูปถัมภ์), w skrócie FA Thailand – organ zarządzający piłką nożną, futsalem i piłką plażową w Tajlandii. Został założony 25 kwietnia 1916 roku. Stowarzyszenie dołączyło do FIFA 23 czerwca 1925 i AFC w 1954.
Organizator Puchar Króla Tajlandii w piłce nożnej.